# Bessais-le-Fromental
Bessais-le-Fromental is een gemeente in het Franse departement Cher (regio Centre-Val de Loire) en telt 325 inwoners (1999). De plaats maakt deel uit van het arrondissement Saint-Amand-Montrond.

## Geografie
De oppervlakte van Bessais-le-Fromental bedraagt 25,8 km², de bevolkingsdichtheid is 12,6 inwoners per km².
De onderstaande kaart toont de ligging van Bessais-le-Fromental met de belangrijkste infrastructuur en aangrenzende gemeenten.

## Demografie
Onderstaande figuur toont het verloop van het inwonertal (bron: INSEE-tellingen).